# دبیرستان هنرهای نمایشی نیوتاون

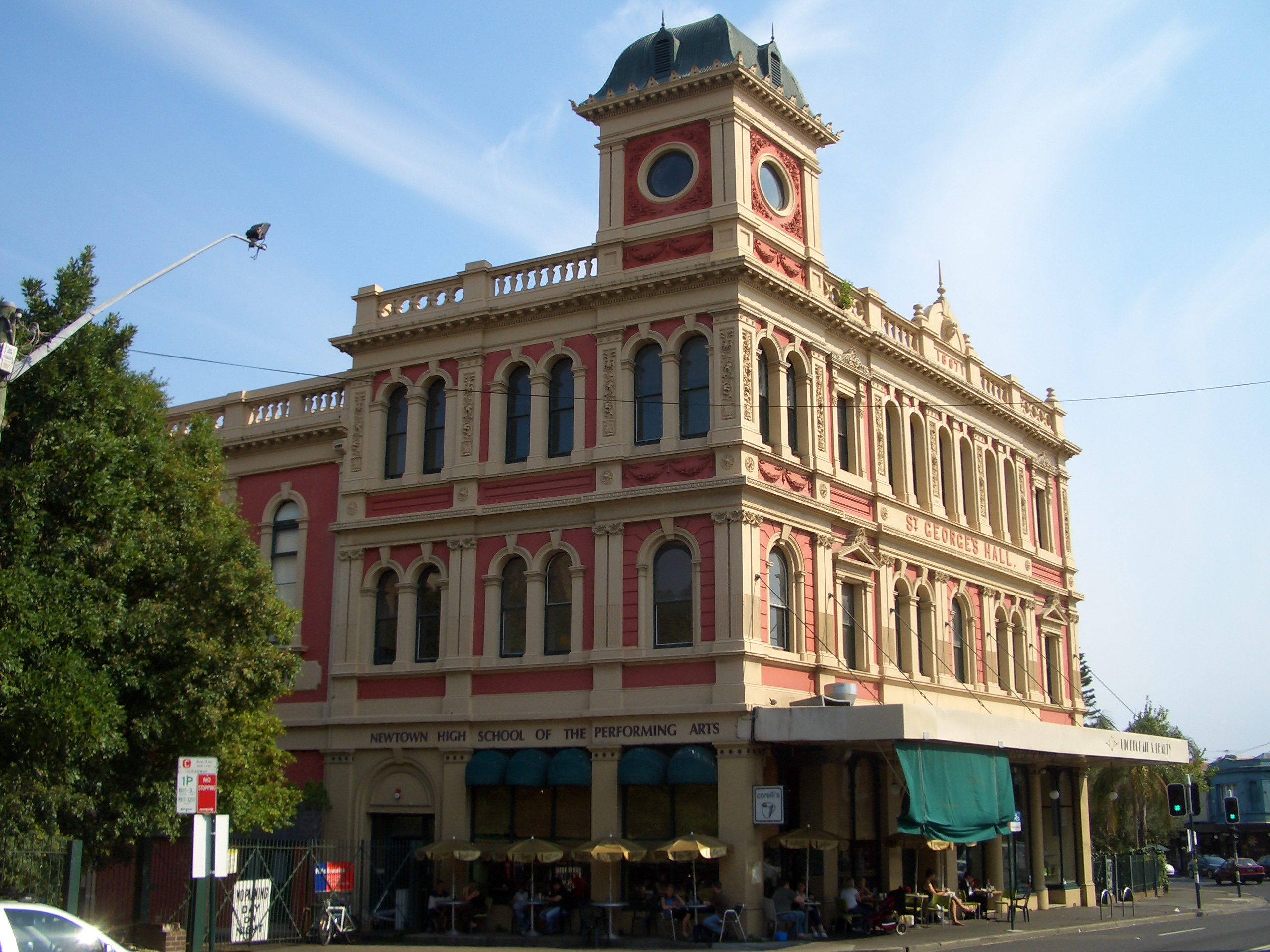
نمایی از ساختمان دبیرستان هنرهای نمایشی نیوتاون - ۲۰۰۶

دبیرستان هنرهای نمایشی نیوتاون (انگلیسی: Newtown High School of the Performing Arts) دبیرستان مختلط روزانه واقع در نیوتاون، نیو ساوت ولز، سیدنی، استرالیا است. این مدرسه در سال ۱۹۹۰ ساخته شد و نخستین مدرسه هنرهای نمایشی در نیو ساوت ولز است. این مدرسه در آن هنرهای نمایشی و هنرهای تجسمی آموزش داده می‌شود.